# ビュルガーブロイケラー

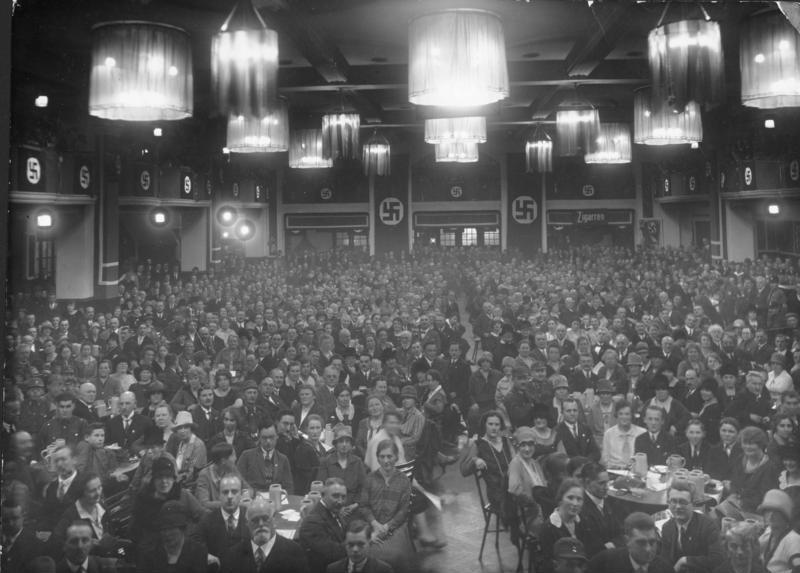
1923年ごろ、国家社会主義ドイツ労働者党の集会が行われているビュルガーブロイケラーの風景

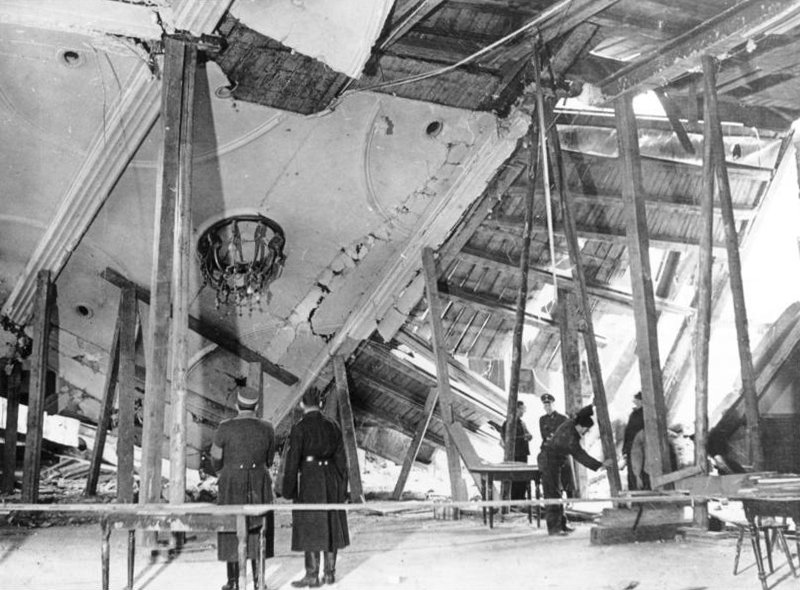
1939年11月9日、爆破事件翌朝のビュルガーブロイケラー

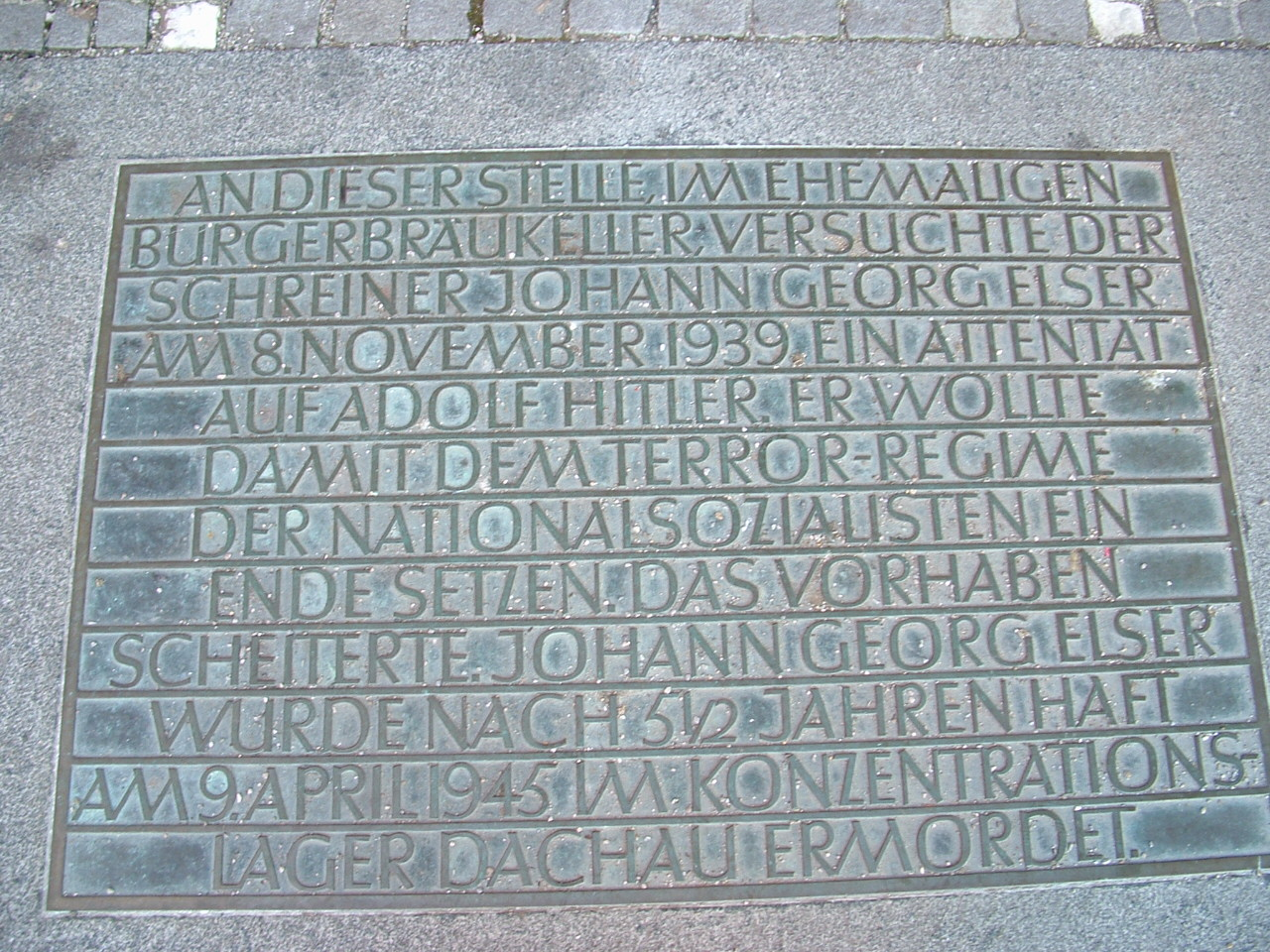
ビュルガーブロイケラー跡地にあるゲオルク・エルザーを記念する銘板

ビュルガーブロイケラー（ドイツ語: Bürgerbräukeller）は、ドイツのミュンヘンにあった大きなビアホールの名称。

## 歴史
1885年にビール醸造会社のビュルガーリッヒェス・ブラウハウス（Bürgerliches Brauhaus）が開店させた大規模ビアホールのひとつだったが、1920年にレーベンブロイが同社を合併したあとはレーベンブロイが経営していた。ミュンヘンのハイトハウゼン（Haidhausen）地区のローゼンハイマー通り、現在のガスタイク文化センター（Gasteig、ミュンヘン・フィルハーモニー管弦楽団の本拠）とホテル・シティ・ヒルトンの中間くらいにあった。
ホール内は1,830人が収容できる規模でレストランとしてだけでなく集会場としても機能し、ヴァイマル共和政期にはさまざまな勢力の政治集会の場となった。特に1920年から1923年にかけて、国家社会主義ドイツ労働者党（NSDAP、ナチス）がこのビアホールを党の演説会や集会の会場に利用していたことで知られる。また1923年11月8日にバイエルン州総督グスタフ・フォン・カールの演説会が行われていた際にアドルフ・ヒトラーらが乱入し、クーデター未遂事件・ミュンヘン一揆（ヒトラー一揆、ビヤホール一揆）を起こした場所としても知られる。
1925年2月27日、解散を命じられていたナチスは再結党集会をビュルガーブロイケラーで開き、ヒトラーは党の敵に対する容赦ない攻撃を訴えた。1933年にナチスが政権を掌握すると、ヒトラーは毎年11月8日にビュルガーブロイケラーを訪れ、当時の一揆の参加者らを前にミュンヘン一揆記念の演説をするのが恒例となった。
1939年、労働者であったゲオルク・エルザーは、1ヶ月以上をかけてホール内のレンガの柱に穴を開け、ミュンヘン一揆記念日に演説中のヒトラーを暗殺するために時限爆弾を仕掛けた。1939年11月8日の午後9時20分、演説会中のビュルガーブロイケラーでこの爆弾が爆発し、死者7人と負傷者63人を出す被害が出た。しかしヒトラー本人はベルリンでの第二次世界大戦情勢に関する会議に出席するため予定より早く演説を切り上げ、会場を後にしたところであり、無傷で済んだ。エルザーは同日夜にスイス国境で逮捕され、ゲシュタポによる尋問・拷問のために自白供述させられた。その後ダッハウ強制収容所など各地の収容所に収監され、1945年4月にダッハウで処刑されている。
この暗殺未遂事件でビュルガーブロイケラーの建物自体が大きな損害を受け、結局その後営業は再開されなかった。ヒトラーは1940年以後、ミュンヘン一揆記念演説の場所を市内の別のビアホールであるレーベンブロイケラーに移した。ビュルガーブロイケラーは第二次世界大戦終了までは食糧庫となり、戦後は占領軍であるアメリカ陸軍の食堂となった。1958年には再度大レストラン兼集会場として開業し、音響の良さからミュンヘンフィルの録音スタジオがわりに使用されたこともある。1979年に新しいビルを建てるために解体された。
ビュルガーブロイケラーの跡地には、ヒルトン・ワールドワイドによるホテルであるヒルトン・ミュンヘン・シティとドイツ音楽著作権協会（GEMAミュンヘン本部）およびエルザーを記念する銘板が残っている。